# スティーブ・ハイウェイ
スティーブ・ハイウェイ（Steve Heighway、1947年11月25日 - ）はアイルランド出身の元サッカー選手、サッカー指導者。
主に1970年代のリヴァプールFCで活躍、左右両サイドから果敢にドリブルを仕掛け、数々の得点シーンを演出した名ウインガー。クロスの精度の高さには定評があり、左右両足から正確なクロスボールを供給した。
引退後にはリヴァプールのユースアカデミーのディレクターを務め、スティーヴン・ジェラードやジェイミー・キャラガーらを発掘している。2007年にディレクターを退任しているが、現在もクラブの育成関連の職を務めている。

## 経歴
ダブリンで誕生したハイウェイだったが、まもなくイングランドへ移住し、少年時代はエクルショー中学とハイ・ストールズ学院に通った。ウォーウィック大学で経済の学位取得を目指し、サッカーはノンリーグでのプレーのみであった。22歳の時には、スケルマースデール・ユナイテッドでプレーしながら期末試験の勉強をしていたが、それを見たリヴァプールのスカウトの手によって、プロ選手としての道が開けることとなった。当時の監督ビル・シャンクリーは成功を収めた60年代のチームの再建を手掛けており、1970年5月にハイウェイは当初はアマチュア選手として契約した。しかしアマチュア選手としての契約とはいえ、シャンクリーはハイウェイが左ウイングにおける当時のレギュラーであったピーター・トンプソンの後継者として適任であると判断する。イングランド代表にも選ばれたトンプソンはすでに年齢を重ねており、後継者を必要としていた。
1970年11月のエヴァートンとのマージーサイド・ダービーではハーフタイムで0-2で負けていたが、後半、1ゴール1アシストの活躍を見せ、リヴァプールの3-2の逆転勝ちに貢献するなど、スタメンに定着する様になった。70-71シーズンを５位で終えたリヴァプールはエヴァートンをFAカップの準決勝で敗り、決勝ではアーセナルと対戦、1ゴールを挙げてたが、最終的には1-2で敗れてシーズンを終える。
1972-73シーズンにリヴァプールは国内外に大きく飛躍し、リーグ優勝及びボルシア・メンヘングラッドバッハをUEFAカップで3-2で下しての優勝、73-74シーズンもハイウェイは活躍を続け、リーグ35試合、カップ16試合に出場し５得点の活躍を見せたがチームはリーグ2位に終わる。しかしFAカップ決勝ニューカッスル・ユナイテッド戦では１得点を決めて3-0の優勝に貢献。2連続シーズンで3個目のタイトル獲得となった。そのシーズン限りで自身を見出したビル・シャンクリーが辞任を発表、後継にはアシスタントコーチのボブ・ペイズリーが昇格したが、監督交代による低迷もなく1974-75シーズンはリーグを2位で終了、キャリアでは最多のリーグ戦シーズン9ゴールを挙げた。
1975-76シーズンもリヴァプールは通算9度目のリーグ優勝と、UEFAカップの２冠に貢献。既にアイルランド代表にも招集されていたハイウェイはこのシーズンの頃にはアイルランド代表として34試合に招集された。
1976-77シーズン、リヴァプールは再度リーグ優勝を果たし、UEFAチャンピオンズカップではボルシア・メンヘングラッドバッハを3-1で下して初のヨーロッパチャンピオンとなる。ハイウェイはテリー・マクダーモットへのスルーパスとスミスへのクロスで2点のアシストをする事で、それまでのクラブの85年の歴史でも最も重要な勝利に大きく貢献した。しかしながら1978-79シーズンには出場機会が次第に減少し、リーグでは28試合の出場にとどまる。クラブ・ブルージュをウェンブリーで1-0で下してUEFAチャンピオンズカップ２連覇を果たした決勝戦でも途中交代での出場のみであった。以降の2シーズンも出場機会を減らした。
1980-81シーズン、リヴァプールはレアル・マドリードを下して3度目のUEFAチャンピオンズカップ優勝を果たしたが、控えに甘んじるハイウェイにとっては事実上これが最後のシーズンとなり、83年に退団。クラブでの合計出場は475試合、合計得点は76得点であった。また在籍中はトシャックとキーガンコンビの得点を何度なくアシストした。